# Setagayapark
Der Setagayapark, auch Japanischer Garten Döbling genannt, wurde in den Jahren 1990 bis 1992 nach Plänen des japanischen Gartengestalters Ken Nakajima (1914–2000) im 19. Wiener Gemeindebezirk Döbling angelegt.
Zwischen Döbling und Setagaya, einem Stadtteil von Tokio, bestand bereits seit 1984/85 ein Freundschafts- und Kulturabkommen, woraus die Idee entstand, in Döbling einen Japanischen Garten zu errichten. Anderen Quellen zufolge entstand der Park auch anlässlich des 120-jährigen Bestands des 1869 geschlossenen Österreichisch-Japanischen Freundschaftsvertrags mit Unterstützung von Tokio-Setagaya, des Schwesterbezirks von Döbling. Bereits 1988 sollte auf dem in der Bevölkerung als Heinrichshügel bekannten Grünfläche ein Japanischer Garten entstehen.

## Gestaltung

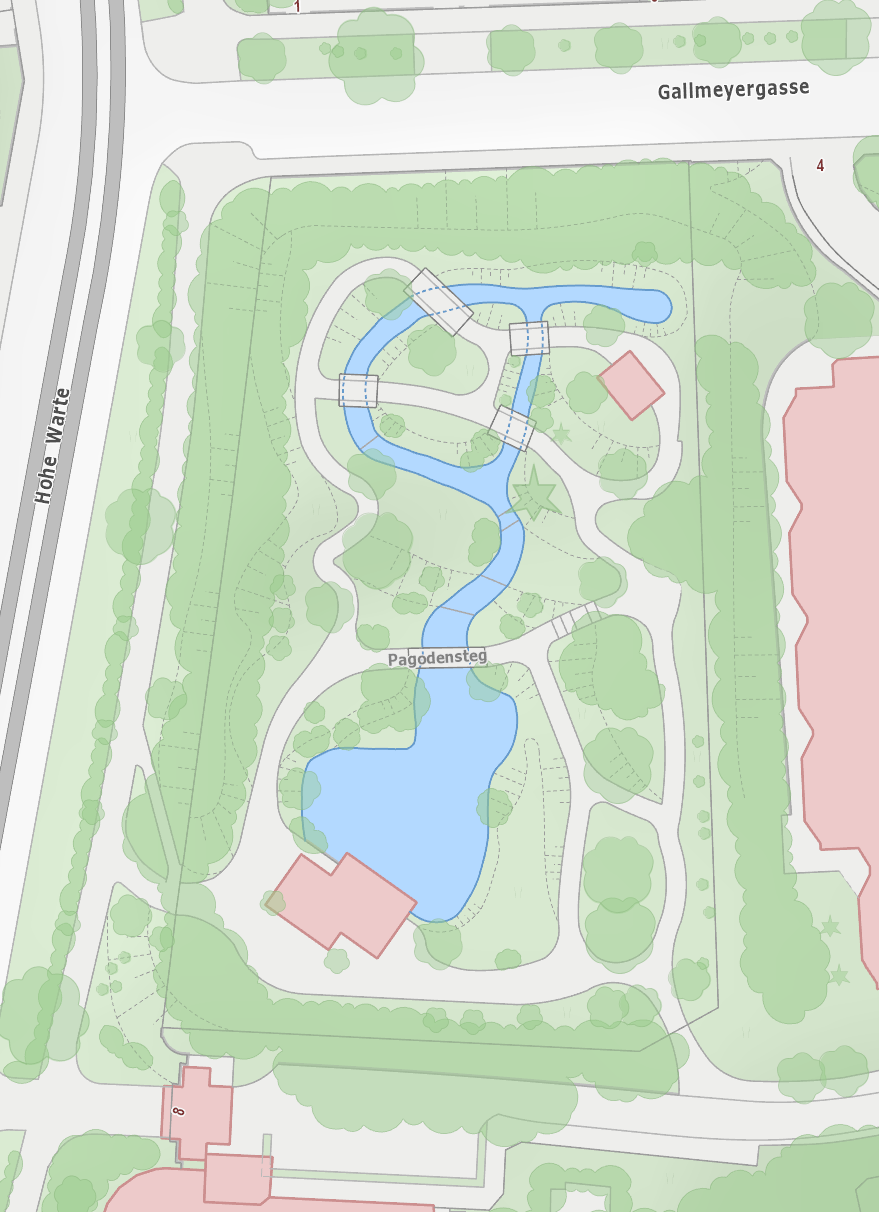
Karte des Parks

Der nach Plänen des japanischen Gartengestalters Ken Nakajima von 1990 bis 1992 angelegte Park wurde im Mai 1992 feierlich eröffnet. Er symbolisiert eine japanische Landschaft und verfügt über eine Quelle, einen Wasserfall, einen Teich sowie für japanische Gärten typische Steine und Pflanzen. Um den hier vorhandenen Baumbestand zu erhalten und aufgrund der Neigung des Geländes wurde der Parkeingang in der südwestlichen Ecke angelegt. Von dort kann über einige Stufen das Bambustor erreicht werden, das im Tokusabari-Stil gehalten und dem Garten der Shugakuin-Villa am Fuße des Berges Hiei am Nordrand von Kyōto nachempfunden ist. Der gesamte Park ist von einer mannshohen Mauer umgeben. Zusätzlich zum Haupteingang verfügt der Park auch über einen behindertengerechten Eingang. Direkt neben dem Haupteingang befindet sich ein Steinmonument mit der Inschrift Furō-mon 不老門 (dt.: Tor zur ewigen Jugend, d. h. zum Paradies). Der Stein ist ein Zeichen zum Eintritt in das Paradies. Man soll die Hektik des Alltags vergessen und sich an einem Ort der Schönheit und Ruhe erholen. Der danach ansteigende Pfad symbolisiert den Lebensweg mit jedem Schritt. Über die Brücken kommt man dem Paradies, die durch die Himmelslaube dargestellt wird, näher.

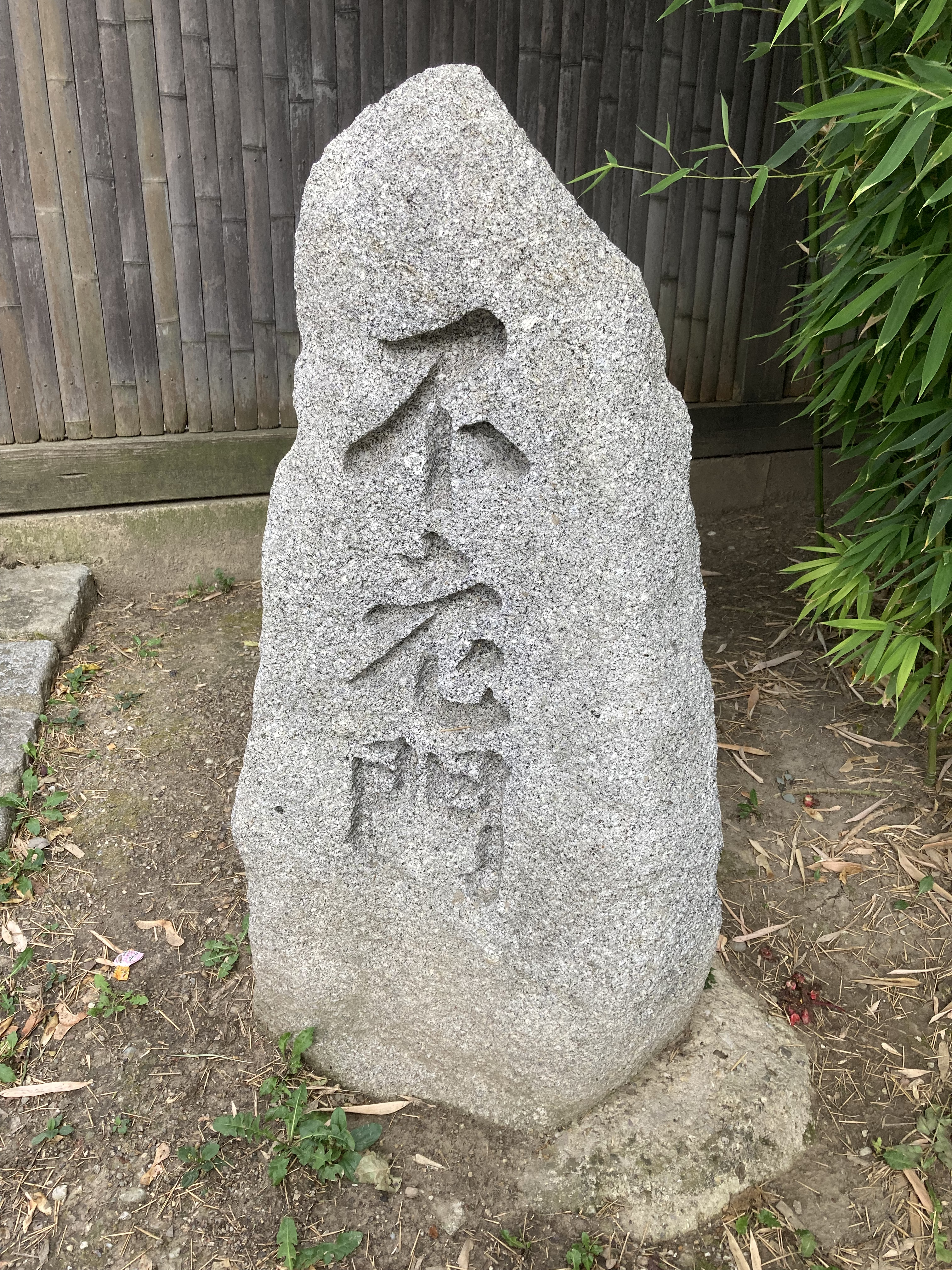
Stein Furomon neben dem Eingang

Über den gesamten Park verbreitet finden sich auch weitere japanische Steinskulpturen, wie eine Steinstupa, eine Steinlaterne oder die Skulptur einer Steinpagode (siehe Bild in der Infobox).
Im Park befindet sich auch eine Platte für Joseph Laska, den Pionier der westlichen Musik in Japan.

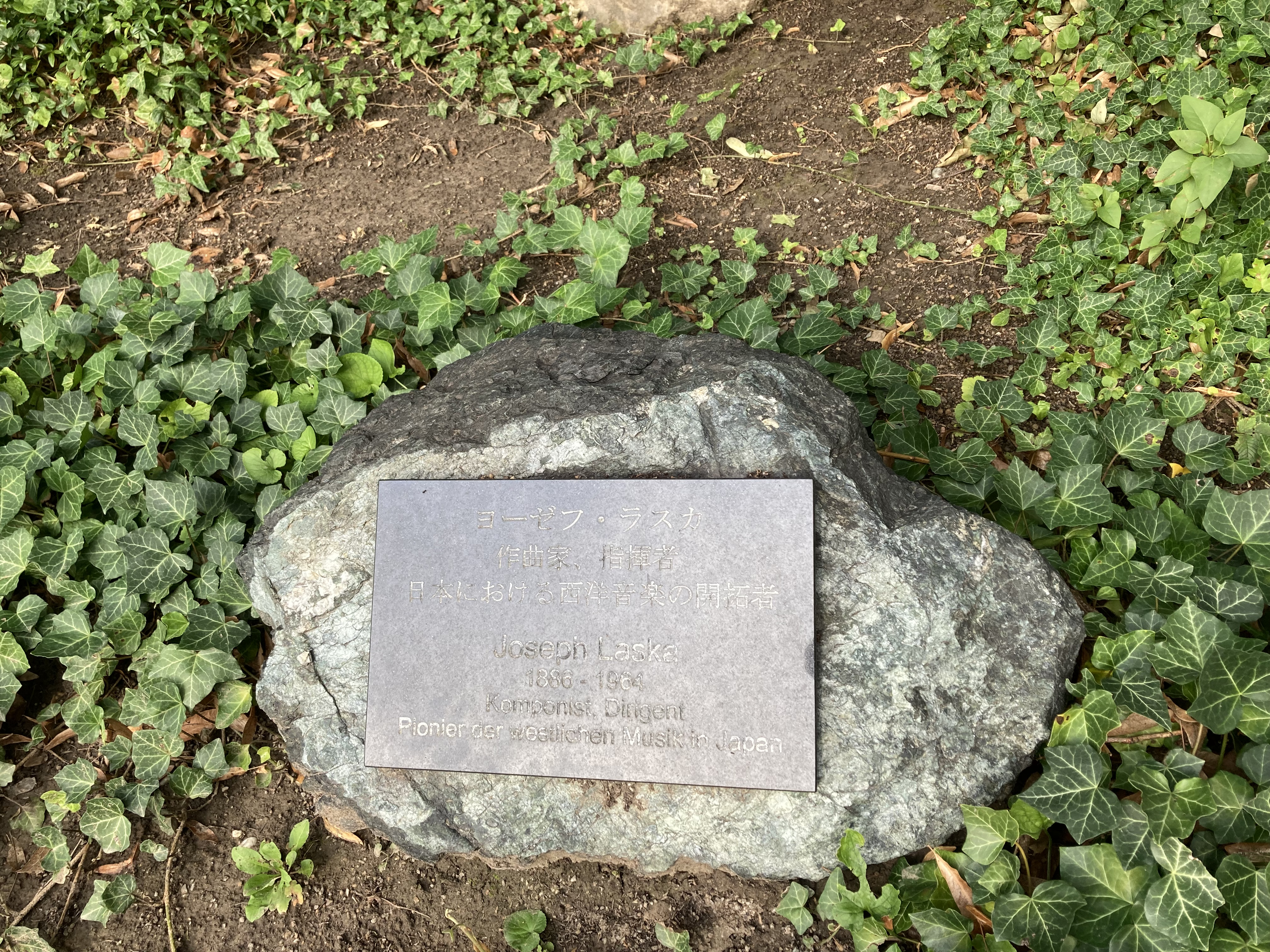
Platte für den Komponisten Joseph Laska

Anfangs war für den rund 4700 Quadratmeter großen Park eine vollzeitbeschäftigte Person für alle gärtnerischen Arbeiten wie Rückschnittarbeiten verantwortlich. Die Flora im Park ist eine Mischung aus traditionell japanischen Pflanzen (Magnolie, Blütenkirschbäume oder Bambus) und in Österreich heimischen Pflanzen und Gehölzarten, die oftmals einen japanischen Charakter wiedergeben sollen. Das Wasser, das aus einer Quelle am oberen Ende des Parks kommt, fließt unter einer nur wenige Meter langen gewölbten Holzbrücke über eine Reihe von Wasserfällen (Kaskaden) in den Seerosenteich, in dem neben Fischen auch Schildkröten, Frösche oder Enten anzutreffen sind. Direkt beim Teich befindet sich auch ein Teehaus, in dem wenige Male im Jahr traditionelle Teezeremonien abgehalten werden, das jedoch die meiste Zeit leer steht. Etwas weiter nördlich der ersten zentral gelegenen Brücke befindet sich zudem noch eine weitere wenige Meter lange Holzbrücke mit höherem Geländer. Außerdem gibt es im Park einige unüberdachte, wie auch überdachte Sitzmöglichkeiten. Teile des Parks, wie das Teehaus, die Pagode, die Steinlaterne und der Eingangsbereich sind Geschenke von Setagaya und deren ehemaligem Bürgermeister Keiji Ohba.

## Öffnungszeiten und Nutzerhinweise
Der Setagayapark ist während der Wintermonate (1. November bis einschließlich 31. März), sowie bei winterlichen Verhältnissen gesperrt. Vom 1. März bis 30. November ist der Park täglich ab 7 Uhr geöffnet und schließt im März um 18 Uhr, in den Monaten Mai bis August um 21 Uhr, in den Monaten April und September um 20 Uhr und im Oktober um 19 Uhr sowie im November um 17 Uhr. Im Park herrscht ein generelles Hundeverbot.

## Weitere Japanische Gärten in Wien
Neben dem Setagayapark befinden sich in Wien eine Reihe weiterer Japanischer Gärten, wie dem Japanischen Garten beim Schloss Schönbrunn, dem Takasakipark im Kurpark Oberlaa, dem Franz-Karl-Effenberg-Asiagarten am Gelände der Berufsschule für Gartenbau und Floristik in Kagran, dem Garten der blauen Meereswellen im Campus der Universität Wien am Alsergrund oder der Kirschenallee auf der Donauinsel.

## Galerie

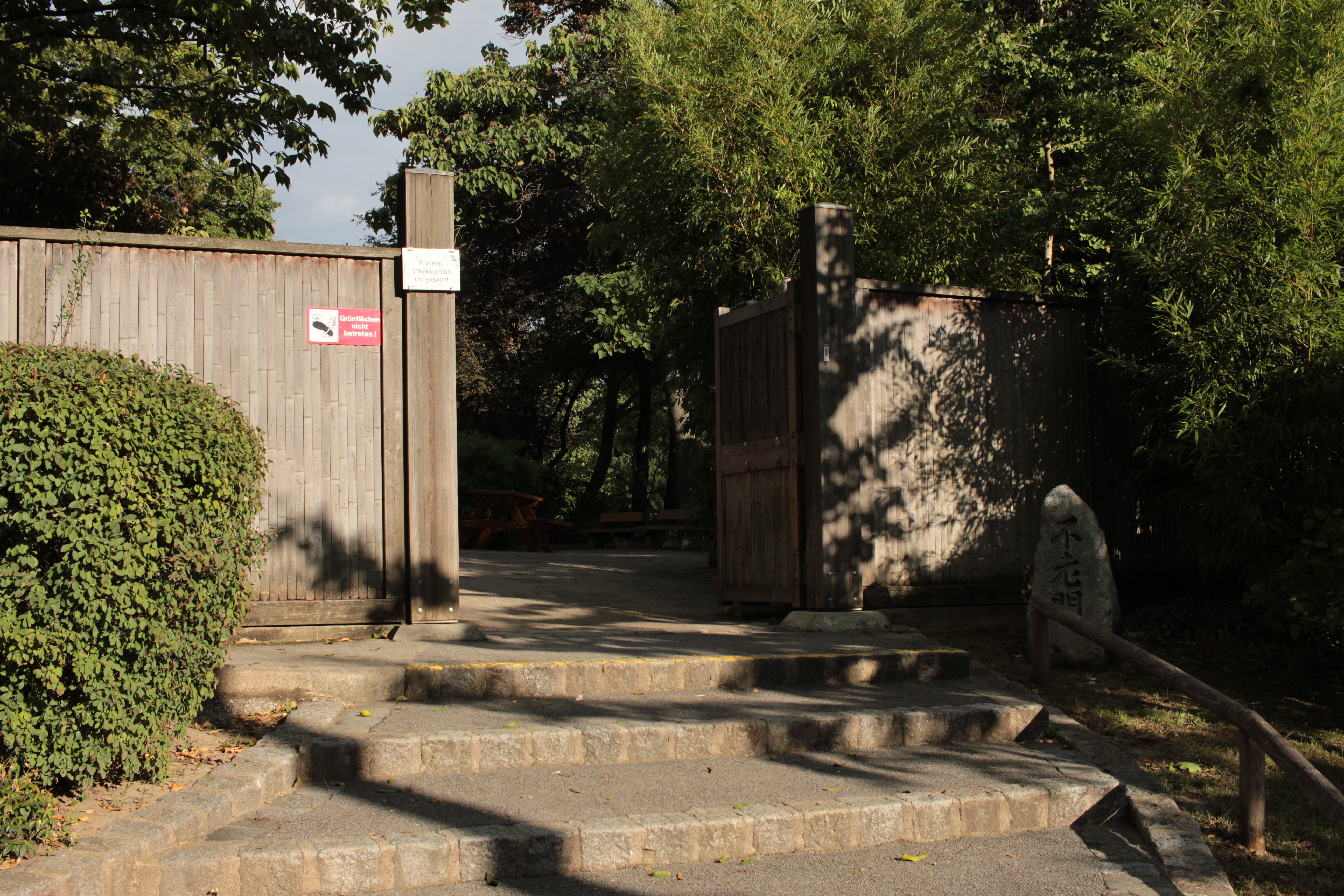
Eingangsbereich mit dem Steinmonument (2017)
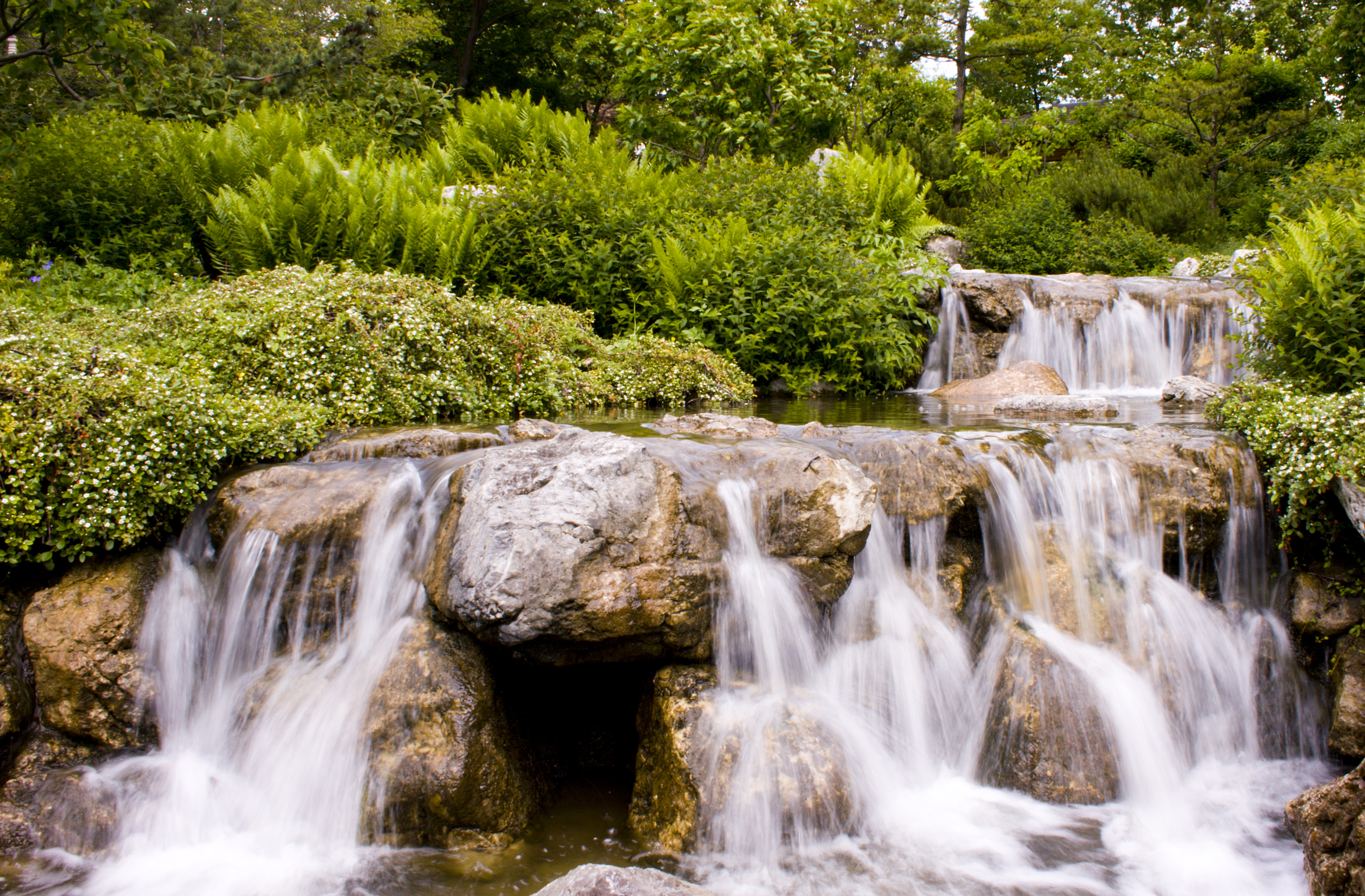
Kaskaden im Park (2007)
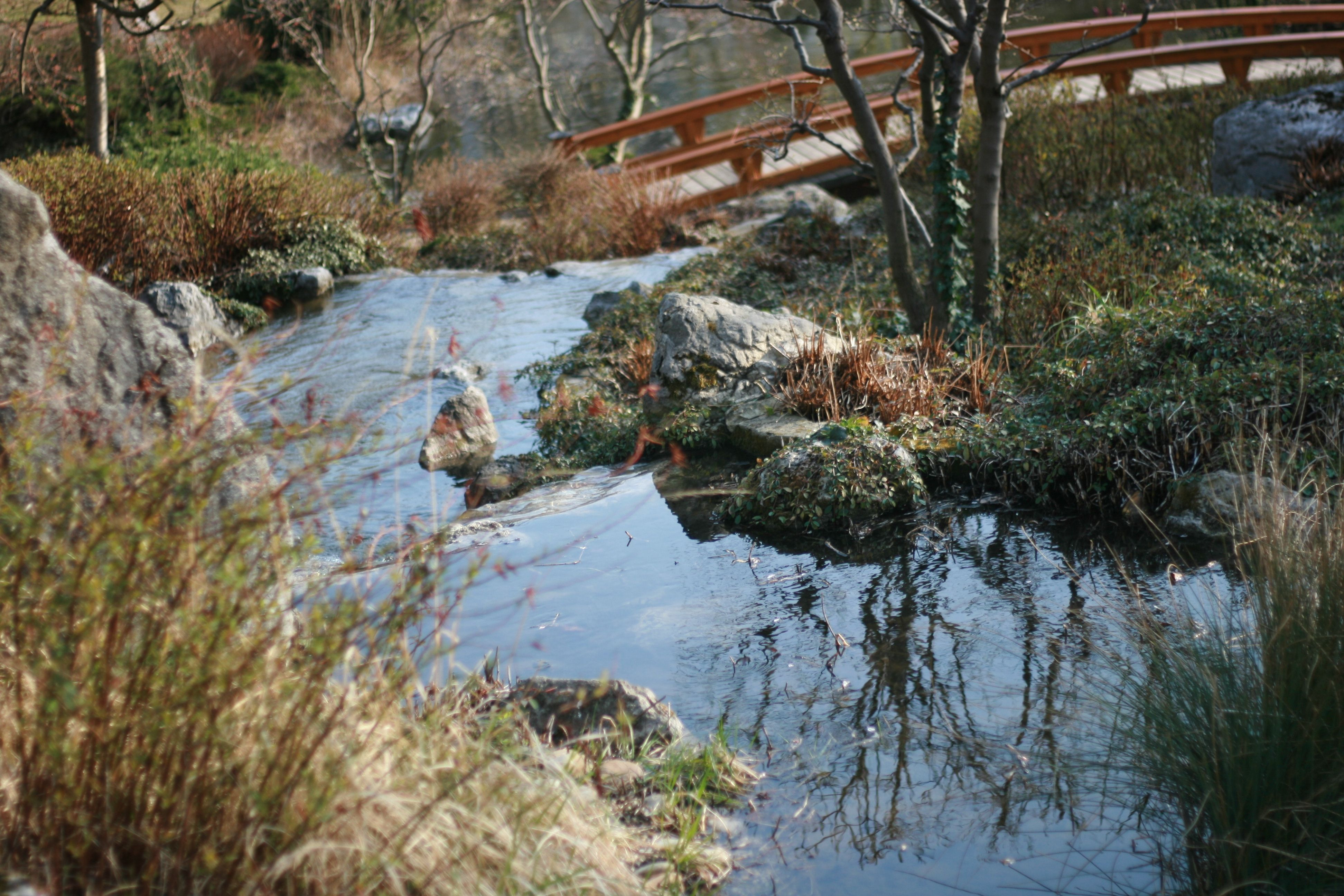
Blick von der Quelle über die Kaskaden zur Brücke (2016)
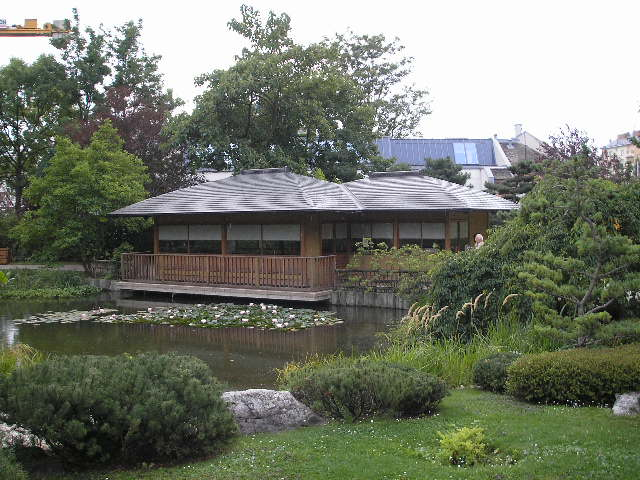
Teehaus am Seerosenteich (2007)
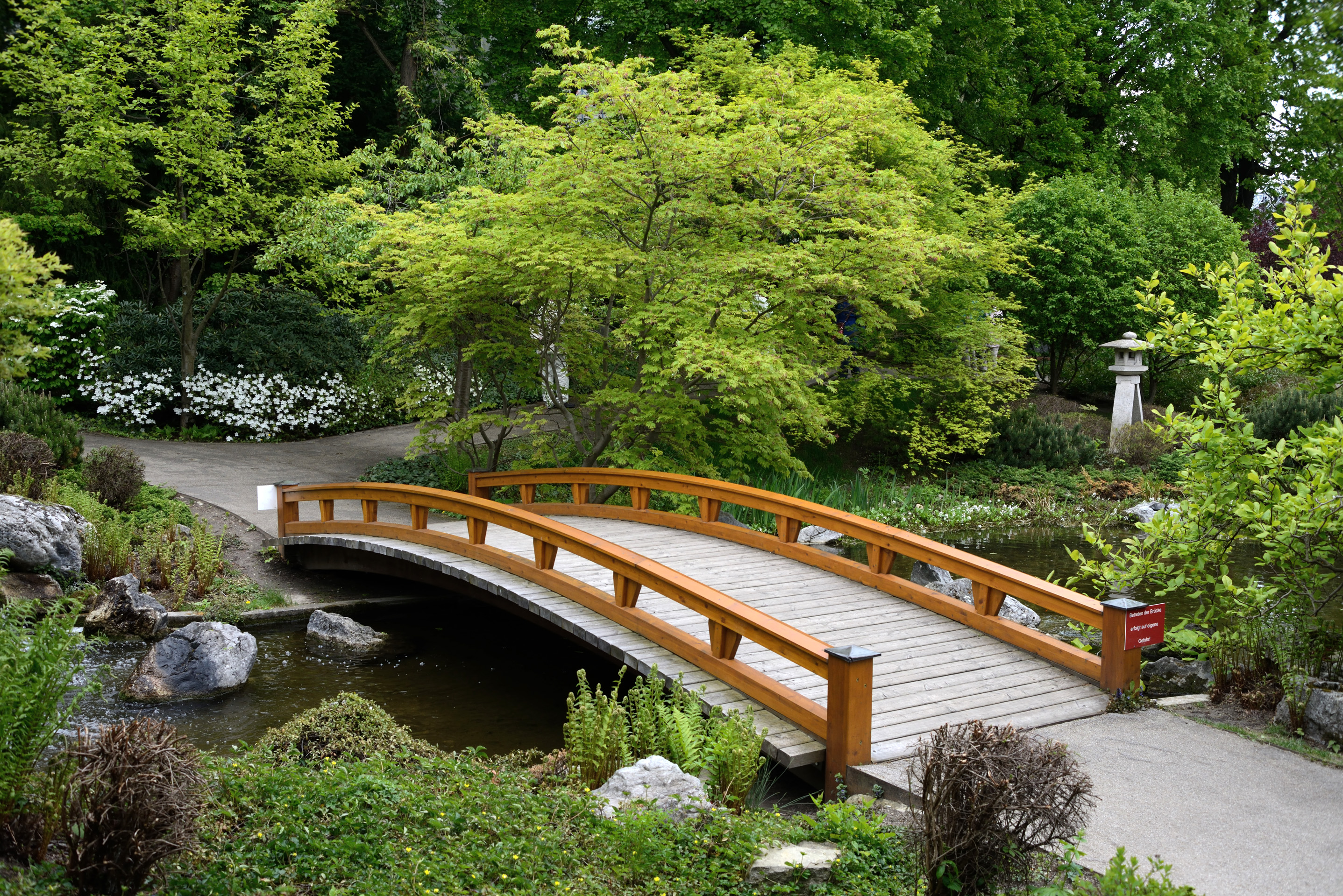
Die zwei Brücken … (2014)
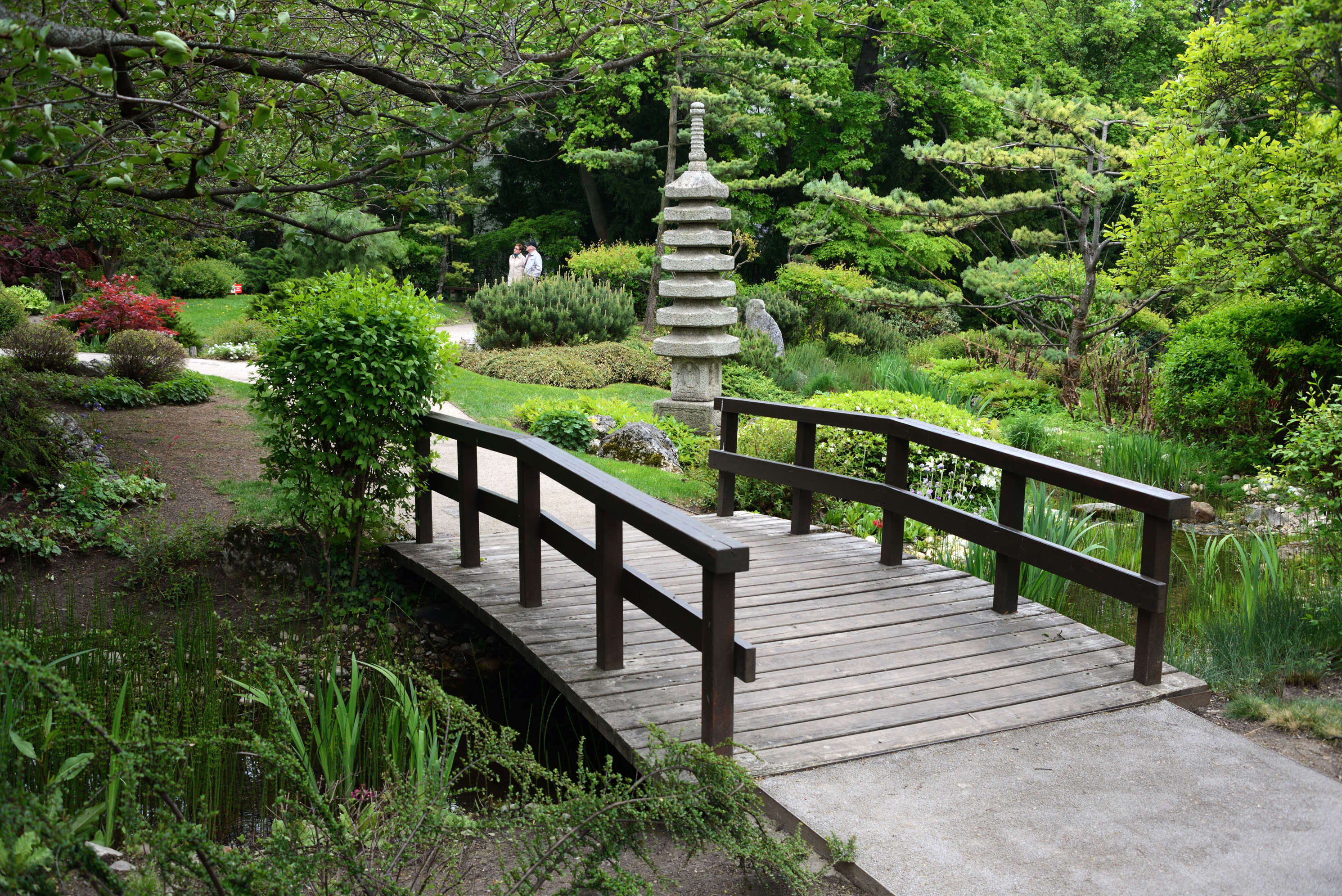
… im Park. (2014)
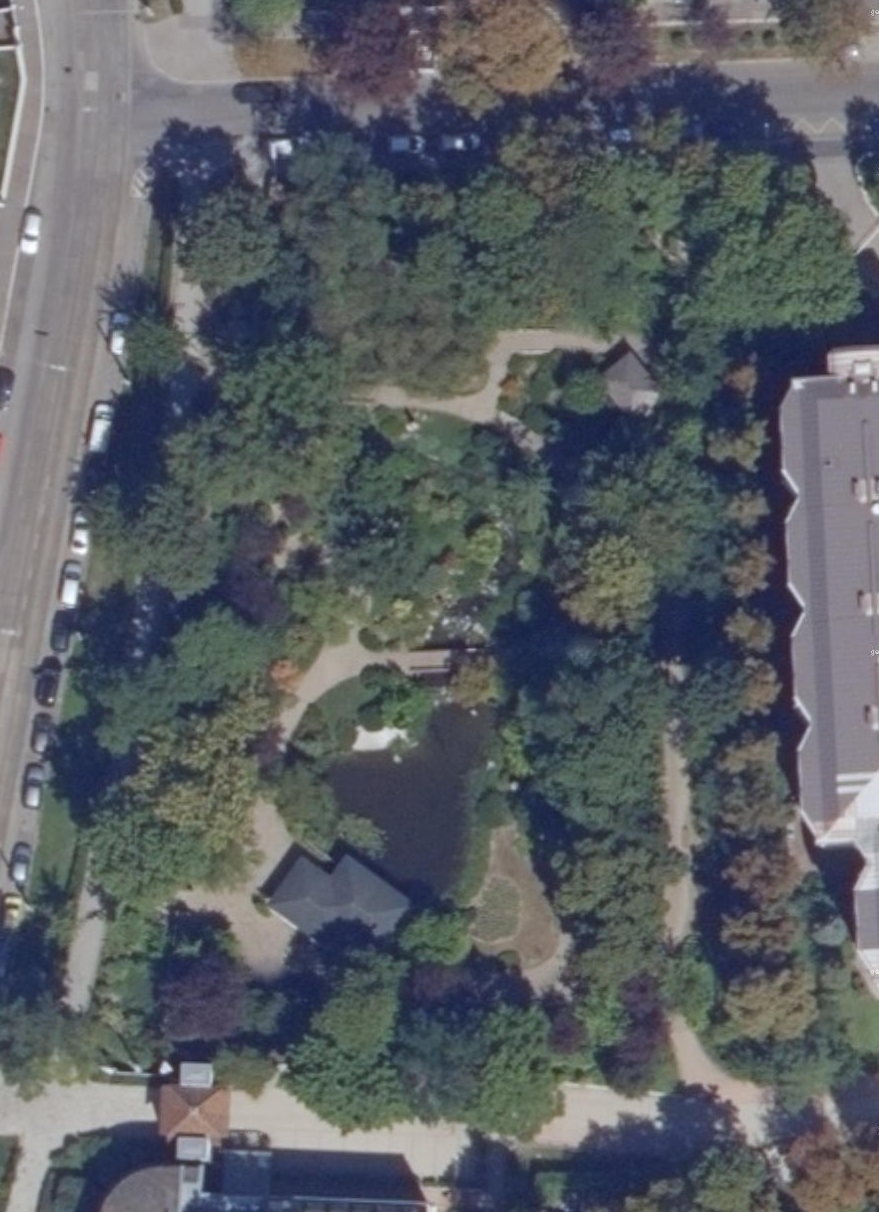
Orthofoto des Parks